# Silks and Satins
Silks and Satins er en amerikansk stumfilm fra 1916 af J. Searle Dawley.

## Medvirkende
- Marguerite Clark som Felicite.
- Vernon Steele som Jacques Desmond.
- Clarence Handyside som Marquis.
- William A. Williams som Henri.
- Thomas Holding som Felix Breton.